# Desmond Hume
Desmond David Hume – postać fikcyjna, jeden z bohaterów serialu Zagubieni grany przez Henry’ego Iana Cusicka.
Desmond jest Szkotem. Niewiele wiadomo o jego przeszłości. Z jego własnych słów wiadomo, że studiował medycynę. Był też żołnierzem. Z wojska został usunięty za czyny, które doprowadziły go do wojskowego więzienia. Można zgadywać jednak, że było to wynikiem działań ojca jego ukochanej, Penelopy Widmore, będącego właścicielem przedsiębiorstwa Widmore Corporation, zaangażowanego w projekty Hanso Foundation. Desmond, by pozyskać przychylność ojca Penny, postanawia wziąć udział w samotnych regatach dookoła świata organizowanych przez niego. W czasie regat rozbija się na Wyspie, na której znajdują się laboratoria DHARMA – inicjatywy badawczej związanej z Fundacją Hanso. Wraz z Kelvinem Joe Inmanem zostaje operatorem w bunkrze Łabędź. W dniu, w którym rozbija się samolot Oceanic 815, Desmond przypadkowo zabija Kelvina i od tego momentu samotnie prowadzi misję bunkra Łabędź. Gdy dostają się do niego rozbitkowie, Desmond odpływa z wyspy wyremontowaną przez Kelvina łodzią. Okazuje się jednak, że wyspy nie da się opuścić. Po ponad trzech tygodniach błądzenia po Oceanie Spokojnym Desmond wraca na wyspę, dołączając do grupy rozbitków. Jednym z pierwszych jego czynów po powrocie jest zniszczenie bunkra pod wpływem namowy Johna Locke'a.
Po implozji bunkra Desmond zaczyna dziwnie się zachowywać i potrafi przepowiadać przyszłość. Przepowiada Charliemu śmierć. Ratuje go cztery razy: przed piorunem, przed utonięciem, przed skręceniem sobie karku na skale i przed strzałą z pułapki Rousseau. W końcu wybiera się z nim do stacji "The Looking Glass" gdzie tym razem nie udaje mu się go uratować.